# うつせみ (映画)
『うつせみ』（原題：빈 집（→空き家））は、2004年公開の韓国映画。監督・製作・脚本・編集はキム・ギドク。主人公の二人はほとんど台詞を発さず、無言劇が多くを占める作品になっている。

## ストーリー
高級な外国ブランドのバイクに乗る高学歴なテソクだが、彼は住居も職も持たず、留守宅を探しては寝泊まりする日々を送っていた。家々のドアにチラシを貼り、しばらくしてから戻って来て、チラシがはがされていない家に忍び込むのだ。入り込んだ先ではいつもその家の洗濯物を洗い、壊れた電気製品があれば直し、記念写真を撮った。ある日、テソクはいつものように入り込んだ大きな邸宅で一人の時間を過ごすが、実はその家に住むソナが密かに彼を見つめていた。ソナは傲慢な夫との生活に疲れ果てており、テソクに導かれ家を出る。二人は様々な人々の留守宅を転々とするが、やがてテソクは逮捕され、ソナは家に連れ戻される。テソクは牢獄で看守の目から身を隠す修練を重ねる。釈放後、彼はソナの目にしか映らない存在となり、ソナの家で影のように暮らすようになる。

## キャスト
- ソンファ（ソナ） - イ・スンヨン
- テソク - ジェヒ（英語版）
- ミンギュ（ソンファの夫） - クォン・ヒョゴ
- チョ刑事 - チュ・ジンモ
- 看守 - チェ・ジョンホ
- 老人の息子 - イ・ジュソク
- 老人の息子の嫁 - イ・ミスク
- ソンヒョク - ムン・ソンヒョク
- チア - パク・チア
- ヒョンス - チャン・ジェヨン
- チウン - リ・ダヘ

## 受賞
- 第61回ヴェネツィア国際映画祭：銀獅子賞（監督賞）／国際映画批評家連盟賞／SIGNIS（カトリックメディア協議会）賞名誉賞／ヤング獅子賞
- 第53回サン・セバスティアン国際映画祭：国際映画批評家連盟賞
- 第49回バリャドリッド国際映画祭：ゴールデンスパイク賞
- 第25回青龍映画賞：新人男優賞（ジェヒ）